# Флорес, Лурдес
Лурдес Флорес (исп. Lourdes Flores), или Лурдес Сельмира Росарио Флорес Нано (исп. Lourdes Celmira Rosario Flores Nano; родилась 7 октября 1959, Лима, Перу) — перуанский юрист и политический деятель, первый глава Народной христианской партии Перу в 2003 — 2011 годах; кандидат в президенты Перу от этой партии на выборах 2001 и 2006 годов. В обоих случаях заняла третье место.
Член палаты депутатов Республики Перу в 1990 — 1992 годах. Член Конституционного демократического конгресса Республики Перу в 1992 — 1995 годах. Член конгресса Республики Перу в 1995 — 2000 годах.
Член совета муниципалитета Лимы в 1987 — 1990 годах. Кандидат на место мэра Лимы от Христианской народной партии на муниципальных выборах в 2010 году. Заняла второе место, уступив Сусане Вильяран.
Ректор Университета святого Игнатия Лойолы в Лиме в 2006 — 2009 годах. В ноябре 2011 года, подала в отставку с поста главы Христианской народной партии и выразила желание на некоторое время отойти от политической деятельности. Тем не менее, в 2013 году стала одним из инициаторов референдума по досрочному освобождению от должности мэра и всех членов совета муниципалитета Лимы.
В декабре 2015 года объявила о выдвижении своей кандидатуры на пост вице-президента Республики Перу от коалиции Народный Альянс на президентских выборах 2016 года. Она также сказала, что не исключает для себя возможности баллотироваться на пост президента на выборах в 2021 году.

## Биография
Лурдес Флорес Нано родилась 7 октября 1959 года в Лиме, в районе Иисус-Мария. Отец, Сезар Флорес-Косио (1928 — 2012) — агроном родом из Мокегуа. Мать, Ада Нано-Сулиньяк (1936 — 1999) — домохозяйка родом из Уануко. Лурдес была единственным ребенком в этой семье.
Она получила начальное и среднее образование в колледже Царицы Ангелов. В 1977 году поступила в Папский Католический университет в Перу, где изучала юриспруденцию. Во время обучения  в университете принимала участие в студенческих политических диспутах, сделав выбор в пользу социального христианства. Она находилась в идеологической конфронтации между студентами, сторонниками коммунизма и анархизма. Лурдес была старостой группы, членом студенческого полка юридического факультета и студенческим представителем на университетской ассамблеи.
Завершила обучение в 1983 году. В мае того же года получила докторскую степень в области права университета Комплутенсе в Мадриде. Открыла в Лиме адвокатскую контору. Ещё в восемнадцатилетнем возрасте стала членом Христианской народной партии. Её приверженность идеалам социального христианства и активная деятельность на этом поприще привели к тому, что в 1993 году она была избрана генеральным секретарем, а в 2003 году — главой Христианской народной партии.